# Valparaiso, Nebraska
Valparaiso är en ort (village) i Saunders County i Nebraska. Vid 2010 års folkräkning hade Valparaiso 570 invånare.